# Ernst Friedrich Wilhelm Klinkerfues
Ernst Friedrich Wilhelm Klinkerfues (Hofgeismar, 29 marzo 1827 – Gottinga, 28 gennaio 1884) è stato un astronomo tedesco.

## Vita e carriera
Nel 1851 è diventato un assistente di Carl Friedrich Gauss all'Osservatorio di Gottinga. Nel 1855 Klinkerfues conseguì il suo Ph.D. Nel 1868 divenne "direttore per l'astronomia sperimentale" dell'osservatorio. Morì suicida nel 1884.

## Lavori e risultati scientifici
Nel 1881 pubblicò la Tobias Mayer's grössere Mondkarte nebst Detailzeichnungen, una grande mappa della Luna con annesse illustrazioni realizzata da Tobias Mayer, un'opera che era rimasta a giacere nella polvere nella biblioteca dell'osservatorio per 130 anni.
Klinkerfues ha scoperto sei comete: C/1853 L1, C/1854 L1, C/1854 R1, C/1857 M1, C/1857 Q1 e la C/1863 G1; scoprì indipendentemente altre due comete, C/1853 W1 van Arsdale e la C/1855 L1 Donati (un giorno dopo la scoperta da parte di Giovanni Battista Donati).
Studiò le connessioni tra le comete e gli sciami meteorici. Introdusse il termine radiante di convergenza. In tempo reale, durante la grande pioggia meteorica delle Andromedidi del 27 novembre 1872, Klinkerfues arrivò alla conclusione che la loro sorgente dovesse essere visibile nei pressi della stella θ Centauri; telegrafò all'osservatorio di Madras in India, da dove fu osservata da Norman Robert Pogson una luminosità nella zona indicata da Klinkerfues, ma questo risultato non fu accettato da tutti gli astronomi.

## Onorificenze
L'asteroide 2002 MU4 è stato denominato 112328 Klinkerfues in suo onore.